# Arcos de la Frontera (Gerichtsbezirk)
Der Gerichtsbezirk Arcos de la Frontera ist einer der 14 Gerichtsbezirke in der Provinz Cádiz.
Der Bezirk umfasst 12 Gemeinden auf einer Fläche von 1.525,35 km² mit dem Hauptquartier in Arcos de la Frontera.

## Gemeinden
| Gemeinde                            | Einwohner (2024) | Fläche km² | Dichte Einw./km² | Cod INE | Postleitzahl |
| ----------------------------------- | ---------------- | ---------- | ---------------- | ------- | ------------ |
| Alcalá del Valle                    | 4.936            | 46,89      | 105              | 11002   | 11693        |
| Algar                               | 1.436            | 26,61      | 54               | 11003   | 11639        |
| Algodonales                         | 5.443            | 134,16     | 41               | 11005   | 11680        |
| Arcos de la Frontera                | 31.046           | 527,58     | 59               | 11006   | 11630        |
| Bornos                              | 7.533            | 54,31      | 139              | 11010   | 11640        |
| Espera                              | 3.777            | 123,44     | 31               | 11017   | 11648        |
| El Gastor                           | 1.698            | 27,55      | 62               | 11018   | 11687        |
| Olvera                              | 7.864            | 193,57     | 41               | 11024   | 11690        |
| Puerto Serrano                      | 6.898            | 79,85      | 86               | 11029   | 11659        |
| Setenil de las Bodegas              | 2.624            | 82,15      | 32               | 11034   | 11692        |
| Torre Alháquime                     | 798              | 17,36      | 46               | 11036   | 11691        |
| Villamartín                         | 12.169           | 211,88     | 57               | 11041   | 11650        |
| Gerichtsbezirk Arcos de la Frontera | 86.222           | 1.525,35   | 57               | –       | –            |